# Trosečníci z lodi Jonathan
Trosečníci z lodi Jonathan (1909, Les naufragés du Jonathan) je dobrodružný román francouzského spisovatele Julesa Verna z jeho cyklu Podivuhodné cesty (Les Voyages extraordinaires). Rukopis vznikl na přelomu let 1897–1898, k tisku knihu však připravil až po otcově smrti jeho syn Michel, kterému se původních šestnáct kapitol „podařilo“ vlastními úpravami zdvojnásobit. Originální Vernův text byl vydán až roku 1987 a roku 2024 česky pod názvem V Magellanii.

## Obsah románu
Původní název Vernovy knihy zněl En Magellania (V Magellanii), podle toho, že se její příběh odehrává v archipelagu v Magellanově (Magalhãesově) průlivu, který odděluje Ohňovou zemi od nejjižnějšího výběžku jihoamerické pevniny (jde o druhý Vernův román, který se odehrává v této oblasti, prvním byl Maják na konci světa). Podtextem románu je spor mezi pojetím společnosti u představitelů anarchismu, socialismu a komunismu a kniha sama je jakousi netypickou „robinzonádou“. Líčí se v ní totiž osudy velké skupiny (více než tisícovky) vystěhovalců, jejichž loď „Jonathan“ ze San Francisca ztroskotala v průlivu u opuštěného ostrova Hoste. Trosečníci očekávali pomoc od chilského státu, jemuž tato část Magellanie po dohodě s Argentinou v roce 1881, kdy se příběh začíná odehrávat, připadla, ale jeho úřady je namísto toho vyzvaly, aby na ostrově o šířce 50 kilometrů a o délce 100 kilometrů vybudovali svobodnou kolonii (Chile tím chtělo dokázat, že Magellanie je obyvatelná a přilákat tak další kolonisty). Vystěhovalci se pak rozhodli, že ukončí svou cestu do východní Afriky, kde jim portugalské úřady slíbily zaměstnání, a usadí se na ostrově, k čemuž se jim ze ztroskotané lodi podařilo zachránit dostatek prostředků (nástroje, sazenice, semena, domácí zvířata, drůbež, zbraně, náboje, mouku, konzervy, stany a další hospodářské předměty).
„Trosečníkům“ v jejich úsilí pomáhá muž jménem Kaw-Djer, což v řeči místních indiánů znamená „přítel“, „pomocník“ nebo „zachránce“. Kaw-Djer pochází z významného nejmenovaného vládnoucího rodu, ale bída, která jej v rodné zemi obklopovala, jej přivedla k nenávisti ke společenskému řádu. Stal se anarchistou, zřekl se civilizace a žije společně s indiány v souladu s přírodou a podle svého rčení „ani Bůh, ani pán“. Jeho vysoké vzdělání a lékařské vědomosti jsou ovšem pro indiány obrovským přínosem.
Prvním guvernérem kolonie se stane jeden z vystěhovalců, Francouz Ferdinand Beauval, neúspěšný právník, socialista a demagog. Pod jeho vedením jde však všechno od desíti k pěti, lidé trpí zimou a hladem a někteří dokonce zemřou. Kolonie se rozpadá, protože rozbroje mezi osadníky vedou k rozdělení obyvatel a k bojům mezi oběma stranami. Po roce je Beauval svržen skupinkou povstalců a málem zavražděn. Zdá se, že konec kolonie nemůže již nic odvrátit a tak se Kaw-Djer proti svému přesvědčení postaví do jejího čela, protože zjišťuje, že společnost bez pevně stanovených předpisů nemůže fungovat. Po osmi letech vznikne pod jeho vedením civilizovaný státní útvar, který se ubrání i vpádu patagonských indiánů. Kolonie má pravidelné spojení nejen s Punta Arenas, ale i s Valparaísem a Buenos Aires, může se chlubit elektřinou a dokonce i divadlem a přibyli také další obyvatelé (celkem je jich již 5000).
Roku 1893 se ale na ostrově nalezne zlato, což vyvolá obrovskou anarchii a příval dobrodruhů z celého světa, kteří mezi sebou vedou tvrdé boje o claimy. Sníží se výroba a v kolonii nastane opět bída. Nakonec dojde ke krvavému střetnutí mezi zbytkem rozumně uvažujících obyvatel a zlatokopy, ve kterém se Kaw-djerovi podaří zvítězit. Roku 1894 však svobodnou kolonii kvůli zlatu obsadí chilská armáda pod záminkou pomoci proti dobrodruhům. Unavený Kaw-djer abdikuje a odjede do samoty na opuštěný ostrůvek u Hornova mysu. V dopise svému nástupci, mladému muži Dickovi, kterého sám vychoval a kterého miluje jako vlastního syna, zanechává svůj odkaz: „Znej jen jediný cíl: spravedlnost! Jen jedinou nenávist: otroctví! Jen jedinou lásku: svobodu!“.

## Ilustrace
Knihu Trosečníci z lodi Jonathan ilustroval George Roux.

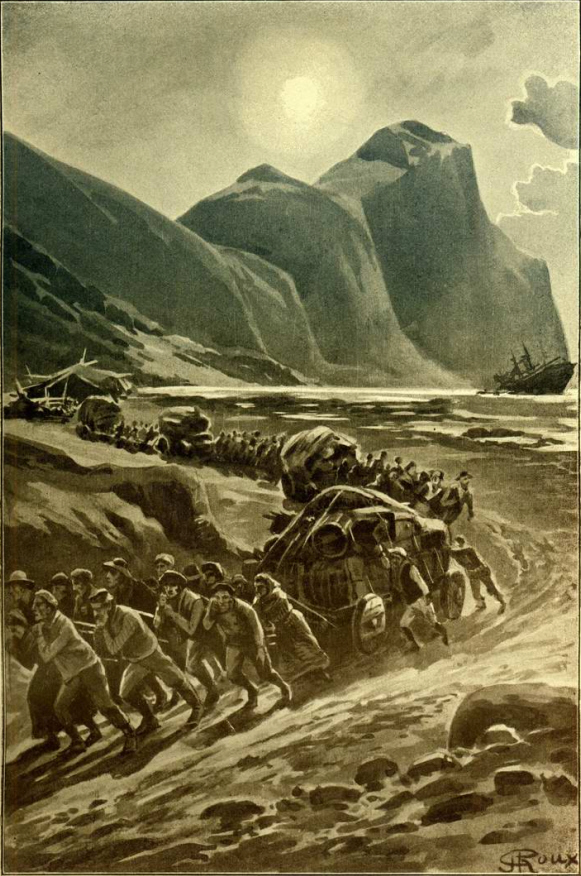
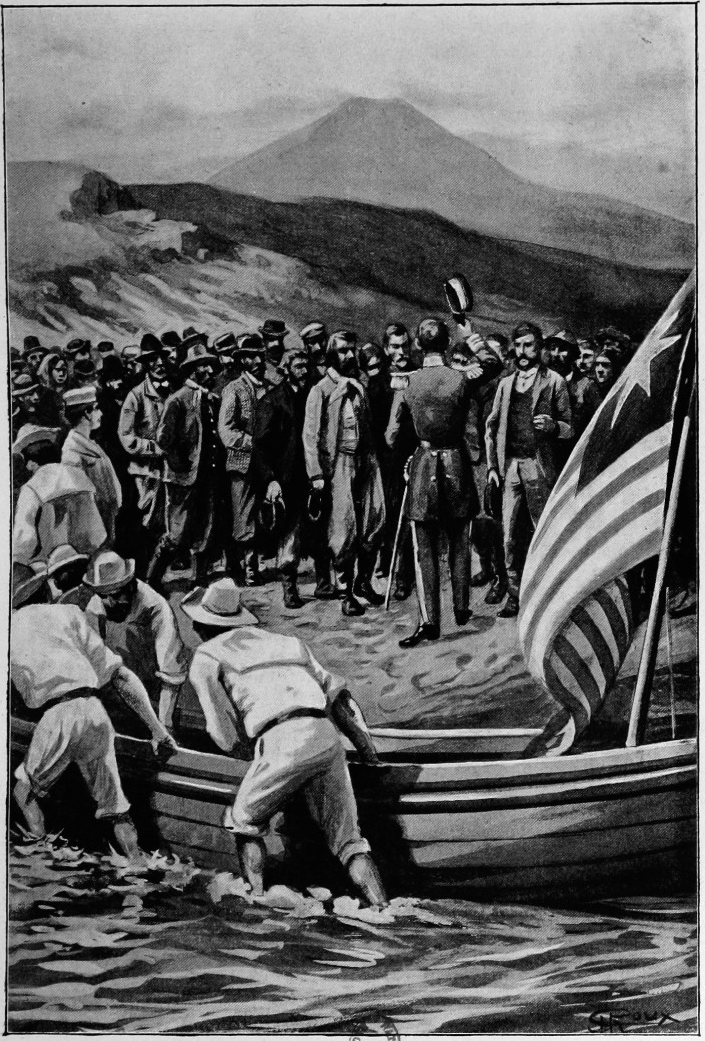
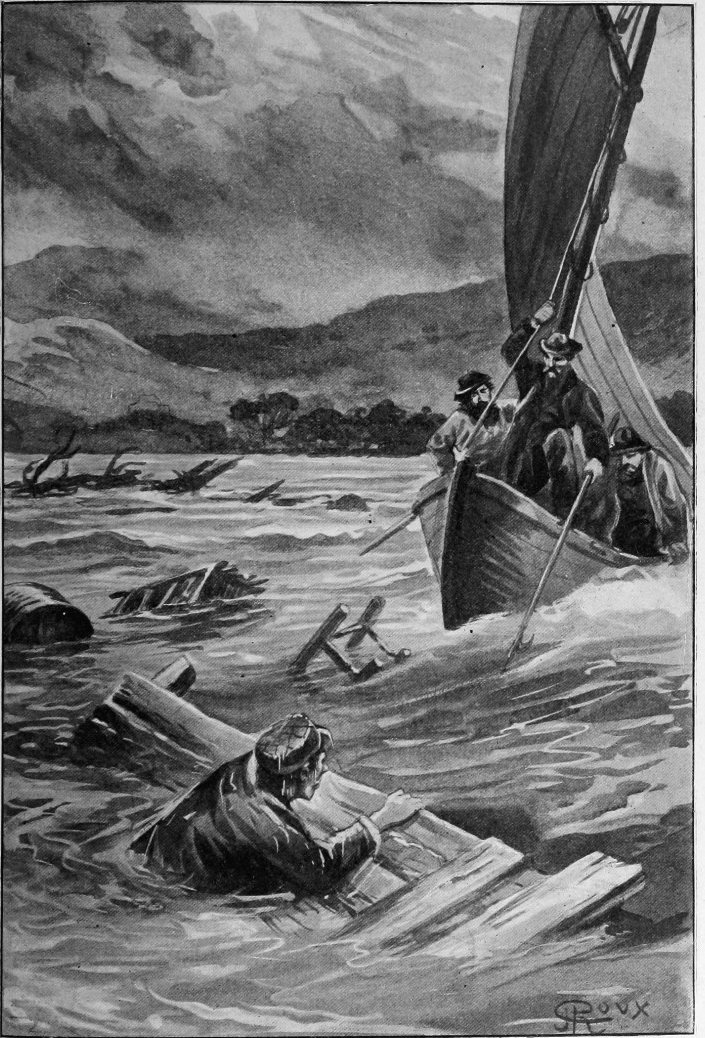
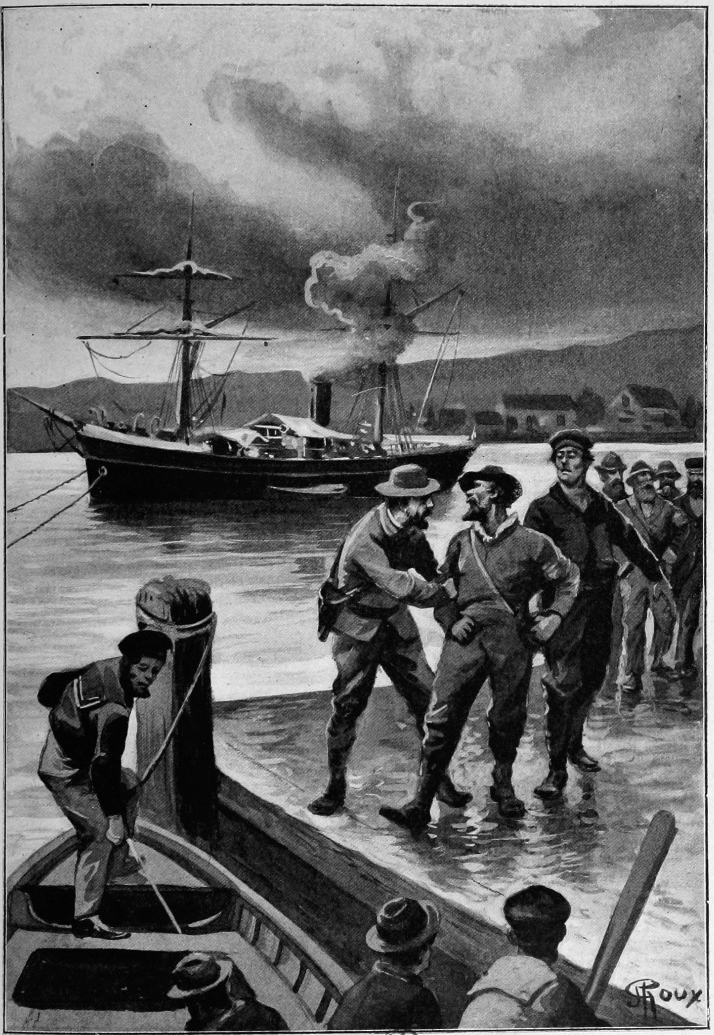
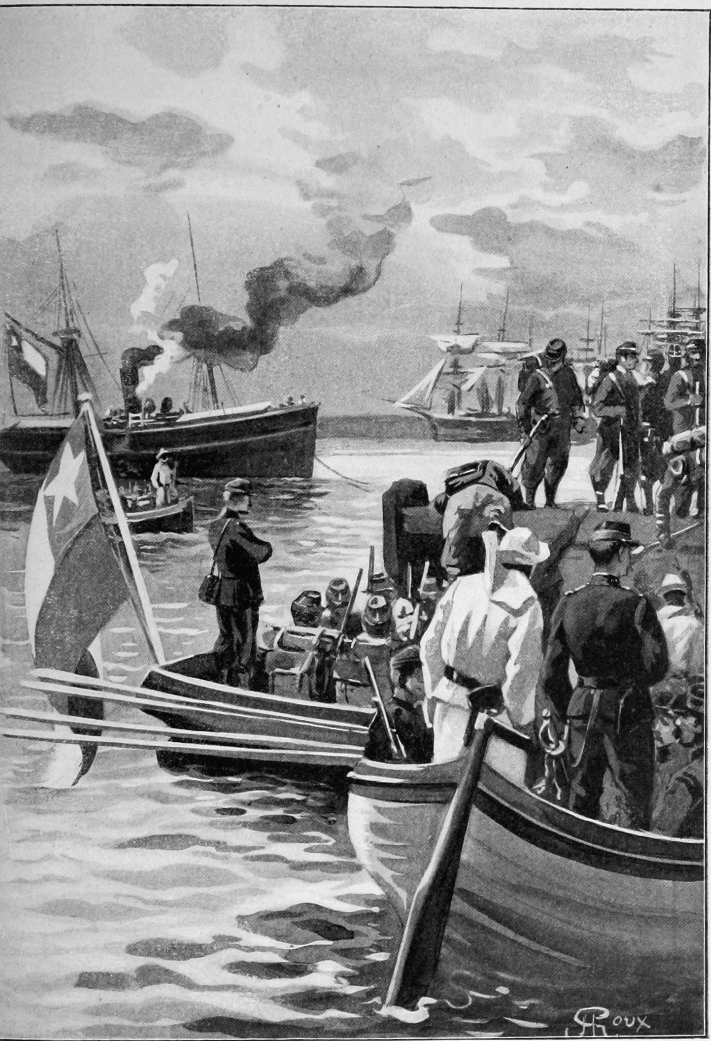

## Česká vydání
- Trosečníci lodi Jonathan, Josef R. Vilímek, Praha 1910, přeložil Jarka Nevole, znovu 1925.
- Trosečníci Jonathanu, Eduard Beaufort, Praha 1915, přeložil Vítězslav Unzeitig, dva svazky,
- Trosečníci lodi Jonathan, Návrat, Brno 1994, přeložil Jarka Nevole, znovu 1999 a 2003.
- Trosečníci z lodi Jonathan, Omega, Praha 2020, přeložil Jarka Nevole.
- V Magellanii, Nakladatelství Josef Vybíral, Žalkovice 2024, přeložila Jitka Musilová.